# 木部直方
木部 直方（きべ なおかた）は、戦国時代から江戸時代初期の武将。徳川氏の家臣。

## 生涯
『寛政重修諸家譜』によれば、幼少期に父を亡くしたために遠江国浜松に住し、秋葉山本宮秋葉神社の先達職であった叶坊に育てられた。天正9年（1581年）、徳川秀忠が3歳になった折、叶坊の推薦によって徳川家康に拝謁し、当時11歳であった直方は御伽として出仕し、御番を務めた。後年、相模国大住郡に200石を領し、また代官も務めた。
寛永10年（1633年）6月5日、63歳で没。家督は長男の直春が継いだ。直系はのちに改易されるが、庶流2家（直方の次男・直重の系統、直春の次男・直良の系統）が『寛政譜』編纂時点で旗本として存続している。